# The Cauldron
The Cauldron (englisch für Der Kessel) ist ein imposanter, in nord-südlicher Ausdehnung 500 m langer und etwa 180 m breiter Bergkessel im ostantarktischen Königin-Marie-Land. Er liegt etwa 1,5 km südlich des Kap Jones an der Ostflanke des Denman-Gletschers.
Australische Wissenschaftler entdeckten ihn 1986 aus der Luft und benannten ihn deskriptiv.